# Ruy López de Segura

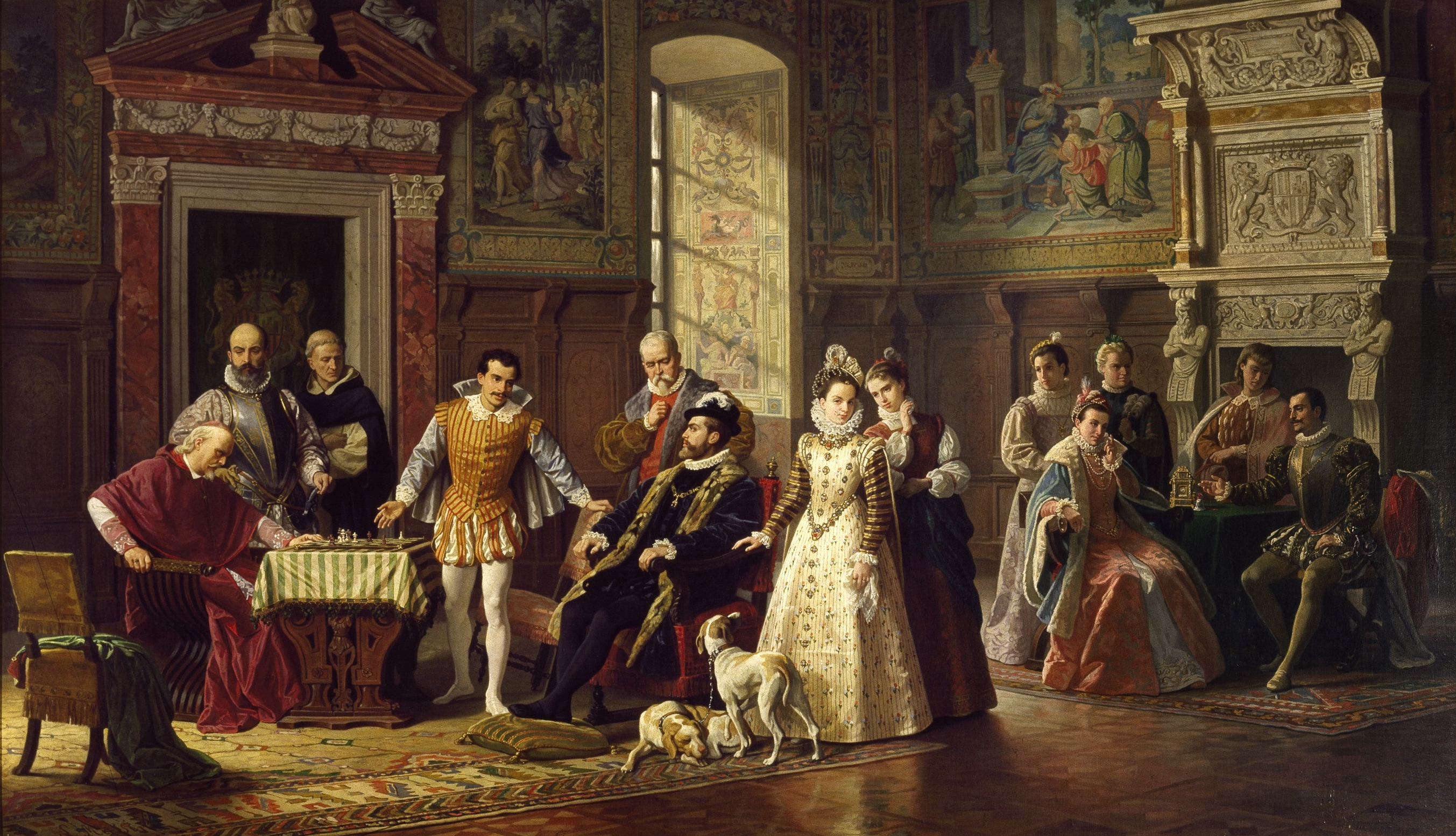
Schachwettkampf am Hof des Königs von Spanien. Gemälde von Luigi Mussini (1886)

Ruy López de Segura (* 1530 in Zafra bei Badajoz; † 1580) war ein spanischer Priester und Schachspieler in Zafra.

## Schachlehrbuch
Sein Werk Libro de la invención liberal y arte del juego del Axedrez (zu deutsch etwa Die Erfindungsgabe und Spielkunst im Schach) zählt zu den ersten grundlegenden Schachlehrbüchern. Angeregt dazu wurde er durch einen Besuch in Rom, wo er 1560 gegen den italienischen Meister Giovanni Leonardo da Cutri einen Wettkampf austrug, den er klar gewann. Er stieß in Rom auf das im Jahr 1512 erschienene Schachbuch des portugiesischen Meisters Damiano, das ihm überhaupt nicht gefiel. Deshalb beschloss er, selbst ein Schachbuch zu schreiben. Es erschien 1561 in Alcalá de Henares. López schrieb über die Ursprünge des Schachs, gab die Spielregeln an, die bereits im Wesentlichen den heutigen entsprachen, und erstellte erstmals eine genaue Analyse der bis dahin bekannten Schacheröffnungen. Deshalb nennt man López auch den „Vater der Schachtheorie“.
|   | a | b | c | d | e | f | g | h |   |
| 8 |   |   |   |   |   |   |   |   | 8 |
| 7 |   |   |   |   |   |   |   |   | 7 |
| 6 |   |   |   |   |   |   |   |   | 6 |
| 5 |   |   |   |   |   |   |   |   | 5 |
| 4 |   |   |   |   |   |   |   |   | 4 |
| 3 |   |   |   |   |   |   |   |   | 3 |
| 2 |   |   |   |   |   |   |   |   | 2 |
| 1 |   |   |   |   |   |   |   |   | 1 |
|   | a | b | c | d | e | f | g | h |   |

Ausgangsstellung der nach Ruy López benannten Spanischen Eröffnung
Vor allem untersuchte er die Spanische Eröffnung, die nach ihm benannt wurde (englisch: Ruy Lopez Opening). Auch mit dem Königsgambit beschäftigte er sich intensiv. Er verwendete zum ersten Mal den Ausdruck gambit. Das italienische Wort, gibt er an, entstamme ursprünglich der Ringersprache – von dare il gambetto (ein Bein stellen).

## Schachspieler
Aber López verfügte nicht nur über hervorragendes theoretisches Wissen, sondern auch über eine enorme praktische Spielstärke. Im Jahr 1575 verlor er allerdings in Madrid am Hofe von König Philipp II. den Revanchekampf gegen Leonardo da Cutri mit 2:3, nachdem er die ersten beiden Partien gewonnen hatte. López verlor auch gegen den anderen italienischen Meister Paolo Boi, so dass der italienische Triumph in diesem ersten internationalen Turnier der Schachgeschichte vollkommen war. Von nun an ging die Vormachtstellung im Schach von Spanien auf Italien über.

## Werke
- Libro de la invención liberal y arte del juego del Axedrez, Alcalá de Henares 1561.